# Unterweitersdorf
Unterweitersdorf är en ort och kommun i Österrike. Den ligger i distriktet Freistadt i förbundslandet Oberösterreich, 140 km väster om huvudstaden Wien. 
Kommunen består av åtta orter (Ortschaften) (inom parentes invånarantal 1 januari 2024):

- Bergen (86)
- Gauschitzberg (71)
- Hattmannsdorf (236)
- Loibersdorf (189)
- Radingdorf (19)
- Reitern (348)
- Unterweitersdorf (961)
- Wögern (302)